# Falsomordellistena pseudalpigena
Falsomordellistena pseudalpigena es una especie de coleóptero de la familia Mordellidae.

## Distribución geográfica
Habita en las islas Bonin (Japón).